# Dniprovka, Vilneansk
Dniprovka (în ucraineană Дніпровка) este localitatea de reședință a comunei Dniprovka din raionul Vilneansk, regiunea Zaporijjea, Ucraina.

## Demografie
Componența lingvistică a localității Dniprovka
     Ucraineană (85,01%)
     Rusă (14,85%)
Conform recensământului din 2001, majoritatea populației localității Dniprovka era vorbitoare de ucraineană (85,01%), existând în minoritate și vorbitori de rusă (14,85%).